# 南川鼠麴草
南川鼠麴草（学名：Gnaphalium nanchuanense）为菊科鼠麴草属的植物，为中国的特有植物。分布在中国大陆的湖北、四川等地，生长于海拔2,000米至2,200米的地区，一般生长在草坡上，目前尚未由人工引种栽培。